# 赫拉·德希·安娜·拉马瓦蒂
赫拉·德希·安娜·拉马瓦蒂（1992年12月2日—），印尼女子羽毛球運動員。

## 主要比賽成績
只列出曾進入準決賽的國際賽事成績：
| 年份   | 賽事                     | 公開賽級別 | 項目     | 成績   |
| ------ | ------------------------ | ---------- | -------- | ------ |
| 2011年 | 世界大學生運動會羽球比賽 | 其他       | 混合團體 | 金牌   |
| 2011年 | 馬來西亞羽毛球國際挑戰賽 | 國際挑戰賽 | 女子單打 | 亞軍   |
| 2012年 | 印尼羽毛球國際挑戰賽     | 國際挑戰賽 | 女子單打 | 冠軍   |
| 2013年 | 荷蘭羽毛球國際賽         | 國際挑戰賽 | 女子單打 | 準決賽 |
| 2013年 | 越南羽毛球大獎賽         | 大獎賽     | 女子單打 | 亞軍   |
| 2014年 | 印尼羽毛球國際挑戰賽     | 國際挑戰賽 | 女子單打 | 亞軍   |
| 2015年 | 奧地利羽毛球公開賽       | 國際挑戰賽 | 女子單打 | 準決賽 |
| 2015年 | 奧爾良羽毛球國際挑戰賽   | 國際挑戰賽 | 女子單打 | 準決賽 |
| 2015年 | 印尼羽毛球國際挑戰賽     | 國際挑戰賽 | 女子單打 | 準決賽 |
| 2015年 | 印尼羽毛球大師賽         | 黃金大獎賽 | 女子單打 | 準決賽 |

| 2007-2017年 | 首要超級賽 | 超級賽 | 黃金大獎賽 | 大獎賽 | 國際挑戰賽 | 國際系列賽 | 未來系列賽 | 其他 |

| 2018-2026年 | 總決賽 | 超級1000賽 | 超級750賽 | 超級500賽 | 超級300賽 | 超級100賽 | 國際挑戰賽 | 國際系列賽 | 未來系列賽 | 其他 |